# Podologie équine
La podologie équine est l'étude du pied du cheval, afin de lui offrir des soins adaptés. Elle fait l'objet de nombreux traités au cours de l'histoire, en raison de l'importance du pied dans le cadre de l'utilisation de l'animal. Elle est aussi objet de controverses, un nombre croissant de spécialistes estimant que le ferrage n'est pas adapté à l'animal.

## Histoire
De nos jours[Quand ?], plusieurs spécialistes travaillent sur le pied du cheval : en plus des traditionnels maréchaux-ferrants, des personnes se présentent comme spécialistes du pied sous les noms de « pareur naturel », « podologue équin » ou encore « pédicure équin », sous l'effet notamment des différentes modes. 
La « podologie équine appliquée » a été créée par un ancien maréchal-ferrant, K.C. LaPierre, exerçant dans l’État de New-York auprès d'écuries de course. Il constate qu'au fil du temps de nombreux chevaux subissent des déformations du pied, quelle que soit la qualité des fers portés. Estimant que la plupart des problèmes de pied des chevaux sont dus à un ferrage ou un parage inadaptés, il étudie les structures du pied du cheval avec un regard neuf, beaucoup plus en détail notamment pour ce qui concerne les cartilages ungulaires, le coussinet digital et le bourrelet coronal, en s'appuyant notamment sur la littérature scientifique disponible. Il dissèque environ 1500 pieds de chevaux, procédant par exongulation. Il en conçoit un modèle de fonctionnement du pied du cheval ("Internal Arche Apparatus" – Appareil de l'Arche Interne – suspendu dans la boite cornée par le bourrelet coronal et les cartilages ungulaires) très différent de celui communément admis par les vétérinaires et les maréchaux-ferrants (P3 suspendue dans la boite cornée par engrènement kéraphylle-podophylle). Ce qui l'amène à développer une pratique de traitement du pied du cheval qu'il baptise Applied Equine Podiatry(Podologie équine appliquée), très différente des soins de la maréchalerie traditionnelle, même si un de ses "outils" est le parage. L'"outil" principal de la Podologie équine appliquée et le "Spectrum of Utilisability" (spectre d'utilisabilité) qui décrit le pied du cheval selon sept structures et six fonctions, établissant une nouvelle cartographie fonctionnelle du pied du cheval. Le savoir appliqué dans le cadre du ferrage est d'après lui archaïque et inadapté. La pratique de la Podologie équine appliquée vise à promouvoir un fonctionnement optimum du pied du cheval en favorisant le développement des structures internes caudales (coussinet digital, cartilages ungulaires), ce qui implique de prendre en compte la capacité naturelle du pied du cheval à se distordre dans les 3 dimensions.
En 1999, l′Institute of applied equine podiatry (Institut de podologie équine appliquée) est créé aux États-Unis. Il impose un développement professionnel continu. Les diplômés en podologie équine appliquée ne sont pas des professionnels de santé et ne sont pas habilités à établir des diagnostics ou de même de traiter les maladies du pied.